# Stenele tricolorata
Stenele tricolorata är en fjärilsart som beskrevs av W. Warren 1895. Stenele tricolorata ingår i släktet Stenele och familjen mätare. Inga underarter finns listade i Catalogue of Life.